# 268 (tal)
268 är det naturliga talet som följer 267 och som följs av 269.

## Inom vetenskapen
- 268 Adorea, en asteroid.

## Inom matematiken
- 268 är ett jämnt tal.